# Albert Dorca
Albert Dorca Masó (Olot, 23 dicembre 1982) è un ex calciatore spagnolo, di ruolo centrocampista.

## Carriera
Cresce nel settore giovanile dell'Olot, squadra della sua città notale. Nel 1998 entra nel settore giovanile del Barcellona e vi rimane fino al 2003, dopodiché gioca nelle categorie inferiori spagnole. Dal 2006 al 2012 è protagonista di una lunga militanza nel Girona, scalando le gerarchie del calcio spagnolo fino alla Segunda División. 
Gioca in diverse squadre della serie cadetta fino al 2020, anno in cui si trasferisce all'Unió Esportiva Cornellà, squadra nella quale termina la carriera nel 2022.